# Моку-Ману
Моку-Ману (гав. Moku Manu — «Остров птиц») — остров из архипелага Гавайи, который расположен возле Оаху, приблизительно на расстоянии 1 км от полуострова Мокапу. Остров образовался из обломков, выброшенных находящимся неподалёку вулканом Килауэа. Моку-Ману и прилегающий небольшой островок соединены подводной дайкой.
Моку-Ману — государственный заповедник птиц. На Моку-Ману гнездятся 11 видов морских птиц и некоторые другие виды.